# Mijo Babić

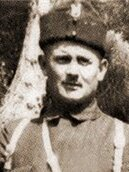
Mijo Babić (um 1934)

Mijo Babić (Deckname Giovanni; * 6. September 1903 in Nova Bukovica, Slawonien; † 3. Juli 1941 in Berkovići, Herzegowina) war ein Funktionär der Ustascha und unmittelbar nach deren Machtübernahme und der Gründung des faschistischen „Unabhängigen Staates Kroatien“ (USK) maßgeblich für die Errichtung, Kontrolle und Organisation der Konzentrationslager im USK verantwortlich. So war Babić für die Errichtung der Konzentrationslager Slana und Metajna auf der Adriainsel Pag zuständig, die vor allem wegen der in Metajna verübten Verbrechen an Frauen und Kindern, zu den berüchtigtsten südosteuropäischen Konzentrations- und Vernichtungslagern gehörten. Er hatte somit maßgeblichen Anteil an den Terrormaßnahmen gegen Serben, Juden und Roma.

## Leben
Babić wurde 1929 Anführer des Hrvatski Domobran (Kroatischer Heimatverteidiger) in Zagreb, einer Vorläuferorganisation der Ustascha, deren Ziel es war, durch bewaffnete Konflikte einen unabhängigen kroatischen Staat zu errichten. Am 22. März 1929 erschoss Babić in Zagreb den Journalisten Antun „Toni“ Schlegel (1878–1929), den einflussreichen Direktor der regierungsnahen und größten Verlagsgruppe Jugoštampa (Jugoslawische Presse) und Chefredakteur der projugoslawischen Zeitung Novosti. Auch legte er noch im selben Jahr einen Sprengsatz in der Kaserne der jugoslawischen Polizei in Zagreb.
Im Jahr 1931 floh Babić von Jugoslawien nach Ungarn und dann ins faschistische Italien, wo er Kommandant des ersten Ustascha-Lagers in Bovegno und ein Vertrauter des Ustascha-Führers Ante Pavelić wurde.
Nach dem tödlichen Attentat von Marseille auf den jugoslawischen König Alexander I. 1934 wurde Babić von den italienischen Behörden von 1935 bis 1938 auf der Insel Lipari und später in Lucca in der Toskana interniert.

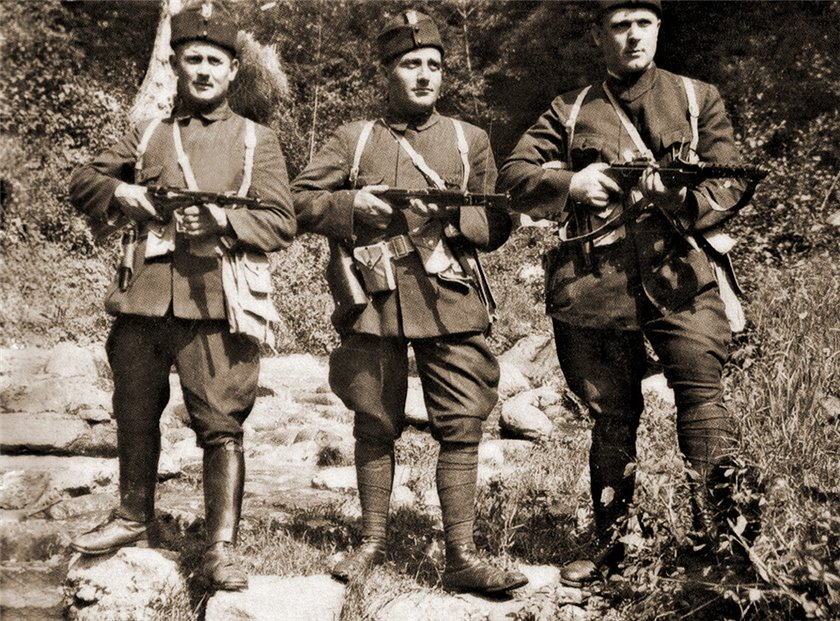
Mijo Babić mit dem späteren Königsmörder Wlado Tschernosemski und dessen Mittäter Zvonimir Pospišil (v. l. n. r.) bei der militärischen Ausbildung in einem Ustascha-Lager (um 1934)

Nach der Zerschlagung Jugoslawiens im Balkanfeldzug der Wehrmacht kam er Mitte April 1941 mit Pavelić nach Zagreb zurück um die Macht in einem neugegründeten Vasallenstaat der Achsenmächte zu übernehmen. Babić wurde Bevollmächtigter des Ustascha-Hauptquartiers (Glavni ustaški stan, GUS), Adjutant des Staatsführers Pavelić und Oberbefehlshaber aller Ustascha-Lager im USK.
Anfang Mai 1941 beteiligte er sich an der Ermordung von Serben in der Region Kordun und anderen Teilen des USK.
Babić fiel am 3. Juli 1941 in Berkovići bei Stolac im Kampf, vermutlich mit serbischen Tschetniks. Danach übernahm Vjekoslav „Maks“ Luburić die Funktion von Babić und nach Gründung des Ustaša-Aufsichtsdienstes (UNS) im August 1941, die Leitung des sodann für die Konzentrationslager zuständigen Amtes III Ustascha-Abwehrdienst (Ustaška obrana).